# Alessandro Agostini
Alessandro Agostini (ur. 23 lipca 1979 w Vinci) – włoski piłkarz występujący na pozycji defensywnego pomocnika.

## Kariera klubowa

### Fiorentina
Agostini jest wychowankiem Fiorentiny. W 1998 został wypożyczony do AC Pistoiese. W pierwszym sezonie grania dla tego klubu na boisku Serie C1 pojawił się 12-krotnie. Drużyna zajęła na koniec 5. miejsce, które pozwalało na grę w barażach o Serie B. Tę szansę zawodnicy z Pistoiese wykorzystali, pokonując AC Lumezzane. Zawodnik pozostał na drugi rok w tym klubie, który występował w roli beniaminka na zapleczu Serie A. Tym razem grał w 21 meczach. Jego zespół zajął 16. miejsce.
Kolejny sezon rozpoczął w barwach Ternany Calcio. Włosi zajęli 7. miejsce w tabeli, zaś Alessandro zagrał 34 mecze.
Po tym sezonie powrócił do Fiorentiny i zadebiutował w Serie A. Rozegrał 13 meczów. Po sezonie odszedł z zespołu.

### Empoli
W 2002 stał się zawodnikiem Empoli FC. Grał jednak tylko w dwóch spotkaniach i jeszcze w trakcie pierwszego sezonu został wypożyczony ligę niżej - do Sieny. Na boisku pojawiał się 11-krotnie - czym pomógł zespołowi w awansie do Serie A.
Po sezonie powrócił do Empoli. Grał w 9 meczach ligowych. W trakcie jej trwania przeniósł się do Cagliari Calcio.

### Cagliari
W tym zespole występuje już od 2004. Pierwsze miesiące grał jeszcze w Serie B, jednak drużyna uzyskała awans do najwyższej ligi włoskiej i od tamtej pory Agostini potyka się ponownie na pierwszoligowym froncie. Jest podstawowym zawodnikiem Cagliari. W dwóch pierwszych sezonach w Serie A z tym klubem, opuścił tylko sześć spotkań. W kolejnych było już nieco gorzej, jednak wciąż utrzymywał średnią około 30 spotkań na sezon.

### Torino i Hellas
W 2012 roku Agostini przeszedł do Torino FC. W 2013 roku został wypożyczony do Hellasu Verona.

## Kariera reprezentacyjna
Agostini wystąpił jedynie w drużynie do lat 18 i 17 swojego kraju. W tej drugiej zdobył nawet bramkę, w wygranym 6:2 spotkaniu przeciwko Rosji.